# エロウィド
エロウィド (Erowid) または、エロウィド・センター (Erowid Center) は、アメリカ歳入法の501(c)(3)に基づく非営利の教育団体であり、向精神性の植物や化学物質や、同様に、瞑想、明晰夢、経頭蓋磁気刺激法、電気刺激のような、変性意識状態をもたらす技法についての情報を提供している。
エロウィドは合法・非合法の物質の用途や有害作用を文書化している。そのサイトの情報は、出版された論文、関連する分野の専門家によるもの、一般大衆の体験談など、多様な情報の収集から成る。新たな情報の出版社としてだけでなく、文書や画像など他で公開された資料も収蔵している。

## 歴史
エロウィドは、1995年4月に小企業として設立された。その半年後にウェブサイトが登場する。その名前エロウィドは、この団体の教育哲学を反映している。印欧祖語 (Proto-Indo-European) の言語学的な起源を用い Erowid をざっくり説明すると Earth Wisdom （地球の知恵）という意味である。2005年に、501(c)(3)の非営利の教育団体であるエロウィド・センターが組織された。寄付によって運営されており、そのサイトには広告がない。サイトの主な焦点は、ハーム・リダクション、健康、教育に関する別の組織への調査やデータの提供である。
団体は北カリフォルニアを拠点とし、（サイトの）メイン・サーバーはサンフランシスコに置かれている。
ファイアー・エロウィド と、アース・エロウィドは、2人のサイトの製作者のニックネームである。
2人ともこの事業のために、会議での公演、独自の研究の創出、エンセオジェニック研究（エンセオジェンは幻覚剤に神聖さを込めた意味）への貢献と併せて全日で取り組んでいる。サイトによれば、製作者の構想は「人々が敬意と気づきをもって向精神性物質を扱う世界である。そこで人々が共に、われわれ自身の理解を高める方法で知識を共有し、収集することであり、個人と社会が直面する複雑な選択への洞察を提供することである」。エロウィド・センターの使命は、向精神性の植物、化学物質、技術、関連する問題についての客観的で、正確で、中立的な情報の提供と、その情報の利用の促進である。 ある研究によれば、エロウィドは肯定的にも否定的にも薬物の情報のための信頼できる情報源であり、世界中で著作家に広く引用されており、科学や医学雑誌、新聞、雑誌、映画製作者、ラジオやテレビ番組、博士課程の学生、ウェブサイト、また他のメディア制作者が挙げられる。

## オンラインライブラリー
ライブラリーには精神性物質に関する63,000以上の文書があり、画像、研究の要旨、FAQ、メディアでの記事、体験談やまた、化学、用量、作用、法律、健康、伝統的なまたスピリチュアルな使用、薬物検査における情報を含んでいる。（2014年には）毎年1700万人以上がサイトに訪れている。
植物 (plants) や化学物質 (chemicals) として一覧にされているページのほうが、他の項目よりも一般に詳細に記載されている。製薬医薬品についての総合的な情報はない。そのような情報はサイトの他の場所にあり、様々な薬物における個々人の反応について読むことができる。

## プロジェクト

### Experience Vaults
エロウィドでは、サイトの訪問者が向精神性物質による個人的な体験談を、審査と公開のために投稿することができる。肯定的、否定的、また中立的なあらゆる視点からの個人的な向精神性物質の体験を歓迎しているとされる。編集され、審査され、公開された23,000のレポートと、また、12,700以上の未公開の審査中のレポートが収集されている。

### EcstasyData
エロウィドは EcstasyData.org も運用しており、これはアメリカの街角のエクスタシー (MDMA) の品質を検査しており、Isomer Design とダンスセーフとで協賛されている錠剤検査のための独立研究所である。
2001年7月に開始され、その目的は、様々な団体からの錠剤検査の結果を収集、管理、評価、公開することである。ストリートのエクスタシー錠剤は、検査のためにアメリカ麻薬取締局 (DEA) に認定された研究所へと匿名で提出され、錠剤の写真とガスクロマトグラフ質量分析 (GC-MS) の結果が、サイトに公開される。
EcstasyData は、3,000近い標本の結果を公開している。検査費用は（可能であれば）プロジェクトから出資され、そうでなければ検査のために錠剤を提供した者が負担する。少なくとも1つの出版された研究でデータの一次資料として EcstasyData.org が利用されている。

### Erowid Extracts
エロウィドの年2回の会員広報誌 Erowid Extracts は、2001年より発行されている。団体の活動、Erowid.org で行われた調査結果、体験報告、幻覚性また向精神性の植物や薬物の様々な側面についての新しい記事、またサイケデリックカルチャーやイベントの情報の最新情報を提供している。最新号は会員に送られるが既刊号はサイトにて公開されている。

## 向精神性物質・文献ライブラリー
エロウィドと幻覚剤研究学際協会 (MAPS) は2つの大規模文献データベースにて協力している。エロウィドは専門知識を提供し、オンラインの向精神性物質の文献ライブラリーの開発と構築を行っており、MAPSも同様に所蔵物を公開している。

## 資料保管
エロウィド・センターはまた、オンラインと物理的なライブラリーにて、数千の古い文献を保管しそのアクセスを提供している。こうした文献を収集し利用可能とすることで、向精神性物質の使用を取り巻いている変化する状況の理解を促そうとしている。主な保管計画には、アルバート・ホフマン蔵書、マイロン・ストラロフ蔵書、アレクサンダー・シュルギンからの文書がある。

## 議論
エドワード・ボワイエは、緊急治療室の医師で毒物学者だが、エロウィドには過剰なまでの役立つ情報がある一方、薬物の使用者に対して利益よりも害を起こすかもしれないと主張した。ボワイエはファイアーとアースを賞賛しているが、エロウィドには包括的で正しい情報も多いが、専門家でないと危険性を見過ごすかもしれないような、信頼できない有害性をはらんでいるデータまで含まれているということである。 この文脈において、人類学者の Nicolas Langlitz は、エロウィドが違法な領域や試験的物質での、市販後調査や薬物の安全性の機構としての役を果たしていると主張している。
ロシアはエロウィドへのアクセスを遮断している。